# Kallias II.
Kallias (altgriechisch Καλλίας Kallías; * um 500 v. Chr.; † 432 v. Chr. bei Potidaia) war ein athenischer Staatsmann und Diplomat aus dem reichen Priestergeschlecht der Kerykes. Zur Unterscheidung von seinem Großvater (Kallias I.) und seinem Enkel (Kallias III.) wird er auch Kallias II. genannt.
Er war der Sohn des Hipponikos und galt als reichster Athener seiner Zeit. Er war mit Kimons Schwester Elpinike verheiratet. Sein Sohn hieß wie sein Vater Hipponikos, seine Enkel waren dessen Sohn Kallias und dessen Tochter Hipparete (Ehefrau des Alkibiades).
Er unterstützte die demokratischen Bestrebungen des Perikles und war gemäß der Verfassung Athens eingebunden in diverse öffentliche Ämter und Aufgaben.
So war er 456/5 führender Archon Athens. Er beteiligte sich maßgeblich an den Regelungen der Finanzen der Stadt (mit Gesetzesvorlagen 434 und 433). Als junger Mann zeichnete er sich, wie schon sein Großvater, als Olympionike und mutiger Soldat, später als Stratege und Heerführer aus; zuletzt 432 bei Potidaia, wo er fiel.
Er schloss um 450 im Auftrag Athens – nachdem die erstrebten Ziele militärisch nicht erreicht werden konnten – ein Friedensabkommen mit dem Perserkönig Artaxerxes I., das allerdings in der Forschung sehr umstritten ist. Mit diesem so genannten Kalliasfrieden, der den Rest des Jahrhunderts eingehalten wurde, waren die Athener inhaltlich unzufrieden. Deshalb verurteilten sie Kallias wegen Verrats zur Zahlung einer Strafe von 50 Talenten, was ungefähr einem Viertel seines damaligen Vermögens entsprach. Außerdem war Kallias an den Friedensverhandlungen mit Sparta verantwortlich beteiligt. Des Weiteren wird in dem Platon zugeschriebenen Dialog Alkibiades I 119a berichtet, Kallias habe sich von dem Philosophen Zenon unterrichten lassen.